# Bonte springspin
De bonte springspin (Evarcha falcata) is een spin uit de familie der springspinnen (Salticidae). De soort komt voor in het Palearctisch gebied, inclusief België en Nederland. De wetenschappelijke naam van de soort werd in 1758 als Araneus falcatus gepubliceerd door Carl Alexander Clerck.
De vrouwtjes worden 6 tot 8 mm groot, de mannetjes worden 5 mm. De dieren zijn te vinden in bosgebieden op lage takken en in heide.